# Das Mädchen auf dem Meeresgrund
Das Mädchen auf dem Meeresgrund ist der Titel einer Verfilmung der ersten Tauchexpedition von Hans Hass im Roten Meer im Jahr 1950. Die Hauptrollen spielten Yvonne Catterfeld und Benjamin Sadler. Der Film ist eine Co-Produktion vom ZDF und ORF. Am 24. November 2011 fand in Wien die Medienpremiere statt; die Erstausstrahlung fand am 8. Dezember 2011 statt. Den Film sahen 4,34 Millionen Menschen ab drei Jahren, was einem Marktanteil von 13,5 % entsprach.

## Handlung
Der Film beginnt mit den Vorbereitungen von Hans Hass und seinem besten Freund für die Tauchexpedition. Er sucht eine Assistentin, und die junge Wiener Fotografin Lotte Baierl bekommt die Anstellung. Als Hass auf der Suche nach einem Geldgeber einen Filmproduzenten anspricht, stellt dieser die Bedingung, dass die Dokumentation der Expedition als Spielfilm aufbereitet werden und Lotte als hübsches Mädchen breitenwirksam teilnehmen soll. Daraufhin wirft Hass seinen Grundsatz über Bord, keine Frauen auf seine Expeditionen mitzunehmen. Die Fahrt über das Rote Meer steht im Zeichen der Suche nach einem weißen Hai, den Hass als erster Mensch vor die Kamera bekommen will.

## Produktion
Die auftraggebende Produktionsfirma war Producers at Work. Als Regisseur wurde der Niederländer Ben Verbong verpflichtet. Gedreht wurde im Spätsommer 2010 in Wien, Ägypten, Marokko und vor Ibiza. Die Grundlage  des Films ist die Buchdokumentation Ein Mädchen auf dem Meeresgrund von Lotte Hass aus dem Jahr 1970. Gefördert wurde der Film von der Filmstiftung NRW, Medienboard Berlin – Brandenburg, Filmfonds Wien und Fernsehfonds Austria.
Bei den Unterwasser-Stuntszenen wurde die Schauspielerin Yvonne Catterfeld von der deutschen Rekord-Apnoetaucherin Anna von Boetticher gedoubelt.

## Rezeption
Das Lexikon des internationalen Films meinte: „(Fernseh-)Liebesfilm, basierend auf der Biografie von Lotte Hass (geb. 1928). Mit vorzüglichen Unterwasseraufnahmen macht er mit der unterseeischen Pionierarbeit des Ehepaars Hass vertraut, während die privaten Konflikte dank guter Schauspielerleistungen zwar zur Geltung kommen, die damit einhergehenden Gefühlswallungen aber dem Film zum Ballast werden und die Erzählung ins Stocken gerät.“
Spiegel online kritisiert, dass der Film im Flachwasser lieblos gemachter Unterhaltung verplätschere. Vor dem Fünfziger-Jahre-Kitsch kapituliere selbst der weiße Hai.
Kameramann Gert Kappes wurde 2012 bei der 23. Verleihung des österreichischen Film- und Fernsehpreises Romy für seine Unterwasseraufnahmen in der Kategorie Beste Kamera TV-Film ausgezeichnet, Lotte und Hans Hass erhielten im selben Jahr die Platin-Romy für ihr Lebenswerk.